# Daniel Brückner (calciatore)
Daniel Brückner (Rostock, 14 febbraio 1981) è un calciatore tedesco, di origini algerine, difensore del Niendorfer.

## Carriera
Anche se nato in Germania, il padre di Brückner è algerino e il giocatore ha dichiarato di aver ricevuto la cittadinanza algerina ed è interessato a rappresentare il paese nelle competizioni internazionali.